# Documento Único de Identidad
El Documento Único de Identidad (DUI) es el documento que se utiliza en El Salvador como documento de identificación oficial para las personas naturales y para identificar a los ciudadanos habilitados a votar. El documento es necesario para identificar fehacientemente a toda persona natural, salvadoreña, en todo acto público o privado, tanto dentro del país, como en el extranjero, cuando dichos actos surtan efectos en El Salvador. Sustituye al antiguo Carné Electoral y a la Cédula de Identidad Personal, esta última vigente desde el 1 de julio de 1960.
Su emisión es regulada por el Registro Nacional de Personas Naturales (RNPN), quien lo emite a todo salvadoreño mayor de 18 años de edad, siendo esta su función principal.
Fernando Velasco,
director del RNPN, anunció que el DUI será disponible en forma digital desde los finales del año 2023.

## Historia
El 1 de noviembre de 2001, el Documento Único de Identidad (DUI) sustituyó a la Cédula de Identidad Personal (CIP) y al Carné Electoral. La ley salvadoreña define al DUI como el documento oficial, suficiente y necesario para identificar fehacientemente a toda persona natural, salvadoreña, en todo acto público o privado, tanto dentro del país, como en el extranjero, cuando dichos actos surtan efectos en El Salvador, igualmente es el único documento utilizado para ejercer el sufragio. El DUI es de uso obligatorio en todo el territorio nacional, para todo salvadoreño mayor de edad, teniendo una vigencia de ocho años, a partir del mes de su emisión. La emisión y renovación del DUI, deberá solicitarse en el mes de nacimiento del solicitante. El Registro Nacional de las Personas Naturales (RNPN), es la entidad responsable del registro, emisión y entrega del DUI.
El DUI es un carné de 8,5 cm de ancho por 5,5 cm de largo, en su cara frontal consta la siguiente información: número único de identidad, fecha de vencimiento, fotografía del titular, nombres y apellidos, tipo de nacionalidad, sexo, lugar y fecha de nacimiento, lugar y fecha de expedición, firma del titular y firma del registrador nacional de las personas naturales. En la parte posterior se encuentra: la dirección residencial, profesión u oficio, estado familiar, nombre del cónyuge, tipo de sangre, tipo de trámite, código de zona de votación y una codificación especial para lectores láser la cual contiene la misma información legible en el documento, así como también otra adicional como nombres de los padres, donación de órganos, etc.
En El Salvador circular con un DUI vencido o no haberlo renovado durante la fecha de cumpleaños es sinónimo de falta de identidad, debido a que sin este documento no se puede realizar procedimientos cuyos requisitos son un DUI que se encuentre vigente.[cita requerida]
En 2022, el RNPN eliminó del DUI el nombre del padre y madre de la persona, nombre de cónyuge y la dirección de residencia de la persona, citando la «guerra contra las pandillas» durante el régimen de excepción decretado el 27 de marzo debido a que la delincuencia organizada utilizaba estos datos para controlar el movimiento de personas dentro de su zona de influencia.